# Bo Jackson (Sportler)
Vincent Edward „Bo“ Jackson (* 30. November 1962 in Bessemer, Alabama) ist ein ehemaliger US-amerikanischer Baseball-Spieler der Major League Baseball (MLB) der Kansas City Royals, Chicago White Sox und California Angels, sowie American-Football-Spieler der National Football League (NFL) der Los Angeles Raiders. Der 1,84 Meter große Jackson ist einer der wenigen Sportler, denen es gelang, parallel eine Karriere in der MLB und NFL zu absolvieren und der Einzige, der in beiden Ligen ins All-Star-Team gewählt wurde.

## Karriere
Jackson wurde in der Kindheit wegen seiner Wildheit „Boarhog“ (dt.: das Wildschwein) genannt, welches später auf „Bo“ verkürzt wurde. Als Jugendlicher bewarf er einige Hausschweine des lokalen Pastors mit Steinen, und als Straf- und Bewährungsmaßnahme zwang ihn der Geistliche zum regelmäßigen Schulbesuch an der McAdory High School. Dort entdeckte Jackson seine Liebe zu Baseball, American Football und Leichtathletik: er wurde Jugendmeister im Zehnkampf, erzielte 17 Touchdowns im Football, und schlug 20 Home Runs im Baseball.
Die New York Yankees wollten das Highschool-Talent 1982 unter Vertrag nehmen, aber Jackson entschied sich stattdessen, ein Collegestipendium der Auburn University anzunehmen und Mitglied des lokalen Footballteams, den Tigers, zu werden. Direkt in seinem ersten Jahr trug er maßgeblich zum 23:22-Sieg gegen die Erzrivalen Alabama Crimson Tide bei, als er kurz vor Spielende beim Stand von 17:22 und im vierten Down an der Goalline den Football bekam, buchstäblich über zwei anstürmende Alabama-Spieler sprang und in die Endzone fiel. Dieses Manöver ging als „Bo Over The Top“ (dt.: Bo [springt] über den Rand) in die Tigers-Geschichte ein und gilt als einer der berühmtesten Momente in der Football-Historie dieser Universität. Als Runningback erzielte er 4.303 Yards Raumgewinn, 43 Touchdowns und gewann 1985 die Heisman Trophy. Später wurde er in die College Football Hall of Fame gewählt. Quasi in seiner Freizeit spielte Jackson parallel für das Baseballteam von Auburn und erzielte einen Batting Average von .401 bei 17 Home Runs. Obwohl Jackson als der beste Footballspieler seiner Altersstufe galt, gestand er, dass „Baseball seine wahre Liebe“ sei.
Da Jackson lieber Baseball als Football spielen wollte, beschloss er, nur bei einem NFL-Verein zu unterschreiben, der ihn auch Baseball spielen ließ. In der NFL Draft 1986 wurde er von den Tampa Bay Buccaneers als erster Spieler ausgewählt, gleichzeitig wählten ihn die Kansas City Royals in der 4. Runde der MLB-Draft. Da die Buccaneers Jackson nicht gleichzeitig Baseball spielen lassen wollten, weigerte er sich, einen Vertrag zu unterzeichnen, und wurde in den Draftpool für 1987 entlassen. Bei den Royals spielte er als Designated Hitter und schlug in seiner Rookie-Saison, in der er nur spärlich eingesetzt wurde, zwei Home Runs bei einem Schlagdurchschnitt von .207.
In der NFL Draft 1987 wurde Jackson von den Los Angeles Raiders an 183. Stelle ausgewählt. Da die Raiders kein Problem mit Jacksons Baseballkarriere hatten, debütierte er mit einem Jahr Verspätung in der NFL und erzielte auf Anhieb als Runningback sechs Touchdowns, 554 Yards Raumgewinn und bestach mit seinem hohen Durchschnitt von 6,8 Yards pro Lauf. Bei einem Spiel gegen die Seattle Seahawks, im Rahmen von Monday Night Football, erzielte er 221 Yards Raumgewinn und zwei spektakuläre Touchdowns: bei einem rannte er Brian Bosworth mit solcher Wucht um, dass er den an ihm hängenden Bosworth mit in die Endzone schleifte, und beim zweiten rannte er 91 Yards in die Endzone, und lief demonstrativ weiter bis in die Katakomben und drückte aus, dass er „nicht zu stoppen“ sei. Dieses Spiel gilt als eines der berühmtesten Monday-Night-Football-Spiele der 1980er Jahre.
Mit seinem Kollegen Marcus Allen bildete Jackson eines der gefürchtetsten Laufspiel-Pärchen der NFL. Parallel kam auch seine Baseballkarriere besser in Schwung: er schlug 22 Home Runs und spielte sich ins Stammteam. 1988 verbesserte er sich bei den Raiders auf 580 Yards Raumgewinn und bei den Royals auf 25 Home Runs. 1989 verdoppelte Jackson im Football fast seinen Karriere-Bestwert auf 950 Yards, und auch im Baseball etablierte er sich als Star: für die Royals schlug er 32 Home Runs und 195 Runs Batted In, womit er zum ersten Mal ins MLB-All-Star-Team gewählt wurde und bei der Wahl zum MLB Most Valuable Player Award Platz 10 belegte. Trotz seiner Leistung verpassten die Royals die Play-offs – etwas, woran Kansas City während seiner Karriere stets scheiterte.
1990 etablierte sich Jackson in der NFL als Star. Er erzielte seinen Karriererekord von fünf Touchdowns, erreichte gemeinsam mit den Raiders das AFC Championship Game und wurde in den Pro Bowl gewählt. Mit dieser Ehre wurde er der erste und bis heute einzige Spieler, der sowohl in der MLB als auch der NFL ins All-Star-Team gewählt wurde. Im Spiel gegen die Cincinnati Bengals kugelte er sich nach einem Tackling von Kevin Walker die Hüfte aus. Während der Rehabilitation wurde festgestellt, dass Jackson an einer degenerativen Hüftkrankheit litt (Aseptische Knochennekrose) und nie mehr Football spielen könne. 1991 kehrte Jackson zu den Royals zurück und machte 23 Saisonspiele, war aber nur noch ein Schatten seiner selbst. Sein Vertrag bei den Royals wurde nicht verlängert, und nachdem er sich den Chicago White Sox angeschlossen hatte, ließ er sich eine künstliche Hüfte implantieren.
Nach einer einjährigen Pause kehrte Jackson 1993 zu den White Sox zurück. In seinem ersten Spiels schlug er direkt einen Home Run und machte 85 Saisonspiele, in denen er 16 Home Runs und 45 RBIs bei einem Batting Average von .232 erzielte. Für diese Leistung gewann er den MLB Comeback Player of the Year Award. 1993 erreichte er mit Chicago die Play-offs, scheiterte aber direkt in der ersten Runde: es waren die einzigen K.O.-Spiele, die Jackson jemals in NFL und MLB bestritt. 1994 absolvierte er noch 75 Saisonspiele für die California Angels (13 HR, 43 RBI, .279), bevor er seine Karriere im Alter von 31 Jahren beendete. Ein weiterer Grund war, dass Jackson den aufkommenden Steroid-Missbrauch im US-Profisport ablehnte.
Der Sportsender ESPN wählte Jackson zum 72.-besten nordamerikanischen Sportler des 20. Jahrhunderts.

## „Bo Knows“
Ende der 80er und Anfang der 90er Jahre produzierte Nike eine Reihe von Werbespots mit Jackson unter dem Motto „Bo Knows“ (Bo Weiß Bescheid), in denen Jacksons Vielseitigkeit humoristisch dargestellt wurde. Unter den Augen von u. a. Baseballer Kirk Gibson, Footballer Jim Everett, Basketballer Michael Jordan, Tennisspieler John McEnroe, Eishockeyspieler Wayne Gretzky und Leichtathletin Mary Decker versuchte sich Jackson in den Spots jeweils in ihren Sportarten und war so gut, dass die jeweiligen Sportstars kommentierten, dass Bo in ihrem Sport Bescheid wüsste („Bo Knows Baseball / Football / Basketball“ etc.) – bis Jackson beim Musizieren mit Namensvetter Bo Diddley versagt und Diddley sich beschwert: „Bo, you don’t know Diddley!“ (Du hast keine Ahnung von Diddley!) Spätere Spots zeigten Jackson als Surfer, Rennfahrer, Jockey, Golfspieler etc.
Diese Kampagne, die mehrere Jahre lang lief, erreichte Kultstatus. Nike-Vizepräsident Kris Aman nannte die „Bo Knows“-Kampagne „historisch wichtig und geradezu magisch“. Jackson nannte später seine Autobiografie Bo Knows Bo. Jackson meint, dass ihn die Leute bis heute als den „perfekten Alleskönner“ aus den „Bo Knows“-Spots und fast als eine Comicfigur wie Superman sehen: hierzu trug u. a. das Footballvideospiel Tecmo Super Bowl (1991) bei, in dem er nahezu unmöglich zu tackeln ist. Jackson selbst verneint entschieden, ein „Übermensch“ zu sein.

## Privatleben
Jackson ist mit seiner Ehefrau Linda verheiratet, und gemeinsam haben sie drei Kinder. Er leitet heute seine eigene Restaurantkette, und in seiner Freizeit ist er ein leidenschaftlicher Bogenschütze.
Jackson ist das achte von zehn Kindern von Florence Jackson und A.C. Adams. Seine beiden Eltern heirateten nie, und Adams verließ die Familie, als er noch ein Kleinkind war. Er verlebte eine Kindheit voller Armut und Hunger, in der er „aus Zorn und aus Geldnot“ Spielkameraden verprügelte, um sich von ihrem Geld ein Brot zu kaufen. Die Gewaltbereitschaft, die ihm den Spitznamen „Boarhog“ einbrachte und die er heute bereut, führte er u. a. auf das Fehlen einer männlichen Autoritätsfigur zurück.